# Ческидов, Сергей Юрьевич
Серге́й Ю́рьевич Чески́дов (род. 10 октября 1947, Свердловск) — советский и российский спортивный комментатор, телеведущий, глава редакции спортивных программ телеканала «ТВ Центр» (1997—2006).

## Биография
Родился 10 октября 1947 года в Свердловске.
Учился в Ленинградском институте физкультуры.
В 1968—1970 годах — тренер по фигурному катанию в Перми, президент Пермской областной федерации фигурного катания.
В 1970—1975 годах — один из основателей и тренер школы олимпийского резерва ЦСКА. Среди его лучших учеников — чемпионы мира среди юниоров Татьяна Гладкова, Игорь Шпильбанд и Алексей Соловьёв; чемпионка мира, Европы и серебряный призёр Олимпийских игр Марина Черкасова, призёр чемпионата мира Анна Кондрашова.

### Телевидение
С 1976 по 2006 год работал на телевидении.
В 1976—1991 годах — корреспондент, комментатор центрального телевидения СССР, в частности, программы «Время», передачи «Арена» в конце 1980-х — начале 1990-х (вместе с Анной Дмитриевой). Продюсер телетрансляций международных турниров по фигурному катанию на призы газеты «Московские новости». Сопродюсер телетрансляций Олимпиады-80, Игр доброй воли 1986, чемпионатов мира по хоккею (1979 и 1985), чемпионата Европы по фигурному катанию (1990).
В 1991—1997 годах — комментатор, ведущий программ, продюсер «Российского телевидения» (РТР). Там же был ведущим информационной программы «Хроно» (об автогонках, вместе с Алексеем Поповым).
В 1997—2006 годах (с небольшим перерывом на 1999—2000 годы) — главный продюсер, ведущий и главный редактор спортивных программ телеканала «ТВ Центр». Главный продюсер телетрансляций первых Всемирных Юношеских игр 1998. Иногда читал текст ежедневной программы передач на ТВЦ (поочерёдно с Дмитрием Матвеевым).
Как комментатор фигурного катания запомнился яркими, эмоциональными высказываниями и вместе с тем глубиной знания предмета, высоким профессионализмом, новаторским подходом: так, он впервые стал приглашать известных спортсменов и специалистов для участия в телерепортажах. Комментировал трансляции с чемпионата мира по автогонкам в классе «Формула-1», позже — с теннисных турниров, Межконтинентального кубка по футболу и чемпионатов мира по хоккею для телеканала «ТВ Центр».
После ухода с ТВЦ Сергей Ческидов появился на экране в качестве участника одного из выпусков программы «Малахов+» на «Первом канале» за июнь 2010 года. По состоянию на январь 2015 года находится на пенсии.

## Литературная деятельность
В 1999 году вместе с Алексеем Поповым написал книгу «Формула-1. Из первых уст. Сезон-1999».

## Семья
Дочь — Елизавета (1970), сын — Антон (1975), дочь — Ксения (1985), внуки: Евгений (2002), Ульяна (2005).